# James Meredith (Fußballspieler)
James Gregory Meredith (* 5. April 1988 in Albury, New South Wales) ist ein australischer Fußballspieler, der hauptsächlich als Abwehrspieler eingesetzt wird.

## Karriere
Meredith wurde in Albury in New South Wales geboren. Sein Vater war der Squashspieler Greg Pollard, der in der Weltrangliste Platz 6 erreichte. Meredith besuchte das Scotch College in Melbourne. Während seiner Jugend war er Fan von South Melbourne FC und Manchester United. Seine Fußballkarriere begann er in England bei Derby County, von denen er als 16-Jähriger unter Vertrag genommen wurde. Zunächst spielte er in der Jugend des Vereins, 2006 unterschrieb er einen Profivertrag. Danach wurde er für einige Zeit zu Cambridge United und dem FC Chesterfield ausgeliehen, ohne aber auf bedeutende Einsatzzeiten zu kommen. Anschließend wechselte er nach Irland zu den Sligo Rovers. Zu dieser Zeit war er mit dem englischen Model und Reality-TV-Persönlichkeit Maria Fowler liiert. Sie lernten sich über das soziale Netzwerk Myspace kennen. Bereits 2007 trennten sich die beiden.
2008 kehrte Meredith nach England zurück. Zunächst unterschrieb er einen Vertrag bei Shrewsbury Town, die ihn nur wenig später an AFC Telford United ausliehen. Im Sommer 2009 wechselte er zu York United. Hier war er zum ersten Mal Stammspieler. In drei Jahren in der Universitätsstadt kam er auf über 130 Einsätze. 2012 verließ er den Verein in Richtung Bradford City. Auch hier hatte er bald einen Stammplatz in der Startelf sicher. 2013 stieg er mit dem Verein in die Football League One, 2017 verpasste er nur knapp den Aufstieg in die EFL Championship, als der Verein das entscheidende Spiel mit 0:1 gegen FC Millwall verlor. Ironischerweise verließ Meredith anschließend nach über 170 Einsätzen den Verein und unterschrieb bei Millwall. Auch hier wurde er auf regelmäßiger Basis eingesetzt.
Dennoch verlängerte der Verein seinen Vertrag nicht, als er 2019 auslief. Für wenige Wochen war Meredith somit vereinslos, ehe er nach Australien zurückkehrte, wo er von Perth Glory unter Vertrag genommen wurde. Ursprünglich hatte er sogar geplant, seine Karriere zu beenden, bis ihn ein Freund vom Gegenteil überzeugte. Während seines ersten Profivertrags auf australischem Boden kam Meredith in etwas mehr als einem Jahr auf immerhin etwas mehr als 20 Einsätze. Ende 2020 wechselte er zu einem neuen Ligakonkurrenten, dem Macarthur FC. Sowohl in der A-League 2019/20 als auch in der A-League 2020/21 erreichte er mit seinem jeweiligen Verein die Meisterschaftsendrunde, schied aber im Halbfinale aus.

### Nationalmannschaft
Für Australien debütierte Meredith unter dem damaligen Trainer Ange Postecoglou in der Qualifikationsrunde für die Fußball-Weltmeisterschaft 2018 und bestritt insgesamt 2 Spiele für sein Heimatland.